# Edna Krabappelová
Edna Krabappelová je fiktivní postava z amerického animovaného seriálu Simpsonovi, kterou v původním znění od roku 1990 až do své smrti v říjnu 2013 namlouvala Marcia Wallaceová. Je učitelkou 4. třídy, která učila třídu Barta Simpsona na Springfieldské základní škole. Ve 23. řadě se provdala za Neda Flanderse, vdovce po Maude Flandersové, a až do své smrti pomáhala vychovávat Roda a Todda Flanderse. 
Edna je jedinou postavou, kterou Wallaceová pravidelně dabovala. Po hereččině smrti producenti seriálu oznámili, že postava bude vyřazena. Poslední mluvenou rolí je epizoda 25. řady Muž, který modifikoval příliš mnoho. Epilog epizody 32. řady Deník učitelky byl věnován její památce.

## Role vSimpsonových
Edna Krabappelová získala magisterský titul na Bryn Mawr College. Je nevrlou a otrávenou karikaturou amerického veřejného školství. V díle Zdánlivě nekonečný příběh se ukazuje, že kdysi byla velmi optimistickou ženou, která upřímně chtěla pomáhat lidem v nouzi. Zdá se, že po letech frustrace kvůli škole a zejména Bartu Simpsonovi se to vyčerpalo. 
Ohledně Ednina původu panují určité rozpory. Ve Zdánlivě nekonečném příběhu se uvádí, že přišla do Springfieldu, aby začala učit. V případě retrospektivy je však v dílu Vyrůstáme ve Springfieldu studentkou pobíhající v pozadí Springfieldské střední školy, zatímco mladý náčelník Wiggum je natočen, jak vykonává své povinnosti hlídače na chodbě v rámci dokumentu, který je v této epizodě uveden. 
Edna intenzivně kouří, a to i během vyučování. V epizodě Důvěrnosti v základní škole spolu s ředitelem Skinnerem prožijí románek poté, co jsou pozváni na narozeninovou oslavu Martina Prince. Svědkem jejich polibku v Martinově herně je Bart. Ředitel Skinner pak pošle Barta, aby Edně předal vzkaz před spolužáky, kteří se mu vysmějí, což ho rozzuří. Poté jim ukáže, co dělají, a řekne jim, aby o jejich vztahu nikomu neříkali, zejména ne inspektoru Chalmersovi. Nevědomky přijdou o práci, když se inspektor Chalmers prostřednictvím náčelníka Wigguma dozví o jejich poměru, a zavřou se s Bartem ve škole, dokud nebudou znovu přijati do práce. Omluví se Bartovi za to, že ho uvedli do rozpaků. Po návratu do práce pokračují ve svém románku ve školníkově kumbálu. V díle Pětka je pro Barta málo je vyhozena z učitelského místa, když se opije po vypití kávy, do které Bart přimíchal alkohol. Později se rozhodne otevřít si obchod s muffiny. Následně je znovu přijata, když se opije zastupující učitel. V díle Matky, které nestojí za hřích se pohádá s učitelem páté třídy Mikem, který mluví špatně o jejích žácích; to vede k hromadné rvačce učitelů. V díle Ned-nebezpečnější úlovek je suspendována z vyučování za facku Bartovi a je umístěna do nápravného zařízení pro učitele. Když se ji Bart pokusí osvobodit, spadne ze žebříku, ale zachrání ji Ned Flanders.

## Milostný život
Opakujícím se tématem je Ednina touha po milostném partnerovi. Je rozvedená; v Lízině vzpouře naznačuje, že ji manžel opustil kvůli jejich manželské poradkyni, s níž měl poměr. V prvních epizodách je zobrazena jako velmi sexuálně agresivní a promiskuitní: v dílu U ohnivého Vočka je zobrazena s rukama kolem dvou námořníků v parodii na slavnou znělku Na zdraví a snaží se sbalit bubeníka Aerosmith Joeyho Kramera a Homera Simpsona, i když se dozví, že je ženatý a zároveň je Bartovým otcem. V Milhouseově románku, když děti sledují neviděnou explicitní scénu v sexuální výchově Fuzzy Bunny's Guide to You-Know-What, znechuceně dětem řekne: „Ona to předstírá.“. V téže epizodě se Nelson Muntz ptá, proč nežije s „panem Krabapplem“, a ona mu řekne, že její bývalý manžel „honil něco malého a chlupatého v králičí noře“. V epizodě Není ryba jako ryba má „žhavé setkání“ s místním japonským kuchařem sushi na zadním sedadle svého auta. 
Díl Bart milencem byl první epizodou, ve které Edna získala hlavní roli a také se rozšířila její postava a osobnost. V epizodě si nechá podat osobní inzerát do novin, aby si mohla najít muže. Na inzerát odpoví Bart – pod přezdívkou „Woodrow“, zdánlivě dokonalý mužský milenec pojmenovaný po bývalém prezidentovi Woodrowu Wilsonovi – jako na žert. Výsledkem je cyklus romantických dopisů mezi Ednou a „Woodrowem“. V úmyslu dokončit žert Bart pozve Ednu do restaurace Gilded Truffle, aby se mohla setkat s Woodrowem. Edna na Woodrowa s napětím čeká, ale když se neobjeví, je zdrcená. Bart s pomocí své rodiny napíše Edně jako Woodrow dopis na rozloučenou, čímž ji uspokojí.
Zdá se, že po Edně touží mnoho mužů (a v jednom případě dokonce i žen, když Patty Bouvierová jednou s Ednou prožila sexuální fantazii), jak je vidět z rozhořčení Leváka Boba (v díle Bratr z jiného seriálu), kterému romantickou schůzku s ní zkazí špehující Bart: „S Ednou Krabappelovou máš jen jednu šanci!“. 
Dalším tématem je její vztah s ředitelem školy Seymourem Skinnerem. V epizodě Důvěrnosti v základní škole naváže se Skinnerem tajný románek, který málem vyústí v manželství. V epizodě Úča roku Skinner požádá Ednu o ruku, s čímž ona souhlasí. V epizodě Nevěsta na úprku však Edna opouští Skinnera před oltářem poté, co zjistí, že si ji nechce vzít. Od té doby Ednin vztah ke Skinnerovi v různých epizodách kolísá mezi vášní a opovržením. V Simpsonových ve filmu ji lze vidět na koncertě Green Day na Seymourových ramenou v tričku s nápisem „Není to můj přítel“ a šipkou směřující dolů na Skinnera. 
V 17. řadě díl Zdánlivě nekonečný příběh ukázal retrospektivu, že Edna měla vážný vztah s Vočkem Szyslakem, když se poprvé přistěhovala do Springfieldu, ještě předtím, než potkala Skinnera a než se vůbec stala učitelkou. Chystala se s ním utéct, ale pak si to rozmyslela, když potkala Barta Simpsona, studenta, o kterém se domnívala, že potřebuje pomoc. Následně se s ní Vočko rozejde. Na konci epizody jsou Vočko a Edna opět pár, což vyvolá Skinnerovu žárlivost, když je přistihne, jak se líbají na školním pozemku. V epizodě Myslete na Marge jsou s ředitelem Skinnerem viděni, jak se milují na golfovém hřišti. On pak sleze a ona řekne: „Narozeniny skončily, Seymoure.“ a zapálí si cigaretu. 
Edna má rovněž vztah s Nedem Flandersem. Během 22. dílu 22. řady Ned-nebezpečnější úlovek spolu Ned a Edna začnou chodit (ačkoli spolu chodili už dříve v epizodě Kdo ví, kdo ovdoví?). Osud páru byl ponechán na hlasování fanoušků, které mělo být odhaleno během úvodní epizody 23. řady. Při premiéře dílu Dravec a fešák se ukázalo, že fanoušci hlasovali pro jejich vztah. V závěru epizody se na obrazovce objevila věta „Co naši fanoušci spojili, ať žádný scenárista neroztrhá.“. V epizodě Ned-nebezpečnější úlovek se také ukázalo, že chodila kromě Skinnera také s Vočkem Szyslakem, Lennym, Carlem, Komiksákem, Joeym Kramerem, Šášou Krustym či Cletusem Spucklerem. 
V epizodě Tajnosti Neda a Edny vyjde najevo, že Edna a Ned se vzali tajně (ačkoli ona jako učitelka nadále používá své první manželské jméno Krabappel) a město jim uspořádá řádnou hostinu. V epizodě Opuštěn vzal Ned práci učitele jako způsob, jak uctít Edninu památku po její smrti. V epizodě 30. řady Všechny cesty vedou do nebe je Edna viděna v nebi vedle George Washingtona, zatímco Maude Flandersová vedle Abrahama Lincolna. 

## Postava
Jméno Krabappelové vybrali scenáristé Simpsonových Wallace Wolodarsky a Jay Kogen jako hříčku s jabloní (anglicky „crabapple“) a jako odkaz na učitelku slečnu Crabtreeovou z krátkých filmů Our Gang z 30. let. Zpočátku také existoval vtip, že nikdo nevyslovuje příjmení postavy jako „Crabapple“, dokud ho Milhouse nepoužije v pozdější epizodě, čímž omráčí ostatní děti. Skutečný Seymour Skinner její jméno také špatně vyslovoval. V jedné epizodě je Homer zděšen, když zjistí, že ho nikdo neopravil za to, že ji nazval „Crandall“.

### Odstranění ze seriálu
Marcia Wallaceová zemřela 25. října 2013; podle jejího syna příčina smrti souvisela se zápalem plic. Štáb seriálu Simpsonovi údajně o její nemoci věděl. Showrunner Al Jean řekl: „Byl jsem nesmírně zarmoucen, když jsem se dnes ráno dozvěděl o odchodu skvělé a laskavé Marcie Wallaceové.“. Existovaly náznaky, že by Wallaceovou měla nahradit Julie Kavnerová, ale Jean zároveň oznámil, že seriál její postavu odstraní ze seriálu. Seriál poprvé vzal na vědomí Wallaceové odchod v epizodě Čtyři chyby a jeden pohřeb, v níž byl tabulový gag v úvodní části změněn na „Budete nám chybět, paní K.“. V epizodě Muž, který modifikoval příliš mnoho později Ned Flanders nosil černou pásku a truchlil za Ednu, jejíž portrét se připojil k portrétu Maude, Nedovy první ženy.

### Posmrtná vystoupení
V dílu 28. řady Noční klub u Vočka se objevuje jako duch s Maude, když se Marge dívá na všechny, kteří si užívají své manžele. V epizodě 31. série Todde, Todde, proč jsi mě opustil? doprovází Maude Flandersovou, když vítají Neda a Homera v nebi, a na konci epizody se znovu objeví jako duch vznášející se nad Nedovou postelí. Epizoda 32. řady Deník učitelky se soustředí na Ednin deník a Edna zde hostuje prostřednictvím archivních nahrávek. 

## Kulturní odkaz a přijetí
Marcia Wallaceová získala v roce 1992 cenu Emmy za namluvení Krabappelové v epizodě 3. řady Simpsonových Bart milencem. IGN označil epizodu Úča roku za nejlepší epizodu 14. řady seriálu. Tilda Swintonová vytvořila svůj účes ve filmu Po přečtení spalte podle Krabappelové. The Guardian zařadil Krabappelovou na 8. místo v žebříčku nejlepších učitelů.